# Alberto Fogagnolo
Alberto Fogagnolo (Borsea, 7 aprile 1893 – 4 novembre 1952) è stato un politico italiano, deputato dell'Assemblea Costituente.

## Biografia
Esponente veneto del Partito Socialista Italiano (negli anni in cui era denominato Psiup), per il quale viene eletto all'Assemblea Costituente nel 1946.
Si è spento nell'autunno del 1952, a 59 anni. Dopo la morte gli è stata dedicata una via a Villafranca di Verona.